# İslambek Dadov
İslambek Dadov (ur. 20 stycznia 1997) – azerski zapaśnik walczący w stylu klasycznym. Zajął piętnaste miejsce na mistrzostwach Europy w 2020. Drugi w indywidualnym Pucharze Świata w 2020. Triumfator młodzieżowych igrzysk olimpijskich z 2014. Trzeci na MŚ juniorów w 2016 i kadetów w 2014. Mistrz Europy kadetów w 2014 roku.